# Disco Train
Disco Train (ディスコ トレイン)は、東京メトロポリタンテレビジョンにて放送されている音楽バラエティ番組。放送期間は2013年5月19日に開始し、2016年9月25日にレギュラー放送としての最終回を迎えた（2016年10月からは月一回の放送となり、放送時間も30分に短縮される)。2016年12月をもってTOKYO MXでの放送が終了し、2017年4月に、エンタメ～テレ☆シネドラバラエティにて放送中。筆頭スポンサーはサイサン（Ene-One名義。2016年1月からレギュラー放送最終回まで）。番組開始から2015年12月までは青山メインランド）。

## 放送時間
現在（月1回放送）
毎月第4日曜 19:00-19:30　
※2016年10月から3回放送されたが、2017年1月は放送がなく、同月下旬時点で次回放送は未定となっている
レギュラー放送時代
毎週日曜日 12:00-12:55 (TOKYO MX 091/092ch)
毎週土曜日 22:00-22:55 (TOKYO MX 093ch)（再放送)
とちぎテレビでも放送されていた時期があった

## 概要
- DJ OSSHYが繋ぐディスコの名曲を始め、J-popも繋ぐディスコ世代の親からクラブ・ミュージック世代の子まで二世代で楽しめるほか、ナビゲーターの早見優とゲストと面白いトークとゲストのリクエストした曲をかけるVIP ROOM TALKも見所満載の30分

- キャッチフレーズは「ディスコ・ミュージックで笑顔と元気を」。更に、「さぁ、テレビのボリュームをあげよう! "聴くTV"はじまる。」

## 出演者
司会
- DJ OSSHY（押阪雅彦）
- 早見優（ナビゲーター）

トレインガールズ
- 阿井莉沙（2013年7月 - 、元Dream）
- 刈川杏奈（2013年7月 -、DJ OSSHYと同じエス・オー・プロモーション所属）
- 辺見レナ（2014年-）
- 橘沙奈（2014年 - ）
- 柳本絵美（2015年10月 -、ミスFLASH 2009グランプリ）
- 大塚莉奈（2015年10月 -）
- 松本さやか（2016年1月31日 -）
- 三咲舞花(2016年-)

### 過去の出演者
トレインガールズ
- 丸尾歩(2013年7月-2014年8月)
- nicola（2013年7月 - 2015年7月）
- 竹内渉（2013年7月 - 2015年9月）

## コンピレーションCD
Disco TrainオフィシャルコンピレーションCDが現在発売中である。
- Vol.1は、1970年代後半から、1980年代前半までの大ヒット曲(所謂サーファー・ディスコ系)の中から選りすぐりのヒット曲全30曲をノンストップ・ミックス。
- Vol.2は、1980年代の所謂マハラジャ系ユーロビートを始め、ハウス・ミュージックなど皆様に親しまれた楽曲の中から選りすぐりのヒット曲全30曲をノンストップ・ミックス。
- Vol.3は、ディスコ全盛期の1970年代後半から、(EDM) エレクトロニック・ダンス・ミュージック系の流れをたどるオールジャンル系を見事に繋いだ楽曲の中から選りすぐりのヒット曲全30曲をノンストップ・ミックス。

　ここに掲載しているCDの情報は以下のとおり。
- Disco Train (2014年8月20日発売)(オリコン・チャート初登場30位)
- Disco Train 2 (2015年3月4日発売)(オリコン・チャート初登場29位）
- Disco Train 3 (2015年11月4日発売)(オリコン・チャート初登場24位)

## スタッフ
- 企画:ディスコブーム復活委員会
- プロデューサー:飯田英士・寺尾聖一郎・吉良俊一郎
- アシスタントプロデューサー:入江若菜・岡本計
- 演出:川俣和也 (てっぱん)
- ディレクター:竹田卓将
- 監修:関秀章(JUMP)
- 構成作家:野中浩之
- Disco music spreader:KARL南澤
- 制作協力:(株)てっぱん
- 制作著作:TOKYO MX/(株)電通